# Ballet de cour
Ballet de cour – określenie francuskiego baletu dworskiego z końca XVI i XVII wieku. Gatunek dramatyczno-baletowy; rodzaj widowiska teatralnego złożonego ze scen, które mogły, lecz nie musiały być powiązane wspólną akcją dramatyczną. 
Na poszczególne sceny baletu dworskiego składały się:
- tańce (entrees) – wejścia taneczne, w dowolnej ilości; w końcowym wielkim balecie brali udział para królewska i dworzanie
- pantomima
- śpiewane airs (pieśni; solowe bądź ujęte w duety, tercety lub kwartety; najczęściej z towarzyszeniem lutni)
- chóralne madrygały
- nietaneczne fragmenty instrumentalne
- partie mówione (recits – fragmenty objaśniające akcję, mówione lub śpiewane).

Szczytowym okresem rozwoju ballet de cour była połowa XVII wieku – okres panowania Ludwika XIV, który sam był doskonałym tancerzem i brał udział w dworskich widowiskach tego rodzaju. Pod względem budowy i tematyki przedstawienia te były całkowicie swobodne, libreciści nie byli tu ograniczeni zasadami obowiązującymi w dramacie. Niektóre sceny miały charakter wyłącznie muzyczny (tańce, air i chóry), inne natomiast mogły być wyłącznie mówione. Stosowano także mieszanie mowy i śpiewu oraz tańca w ramach jednej sceny. Elementami tego gatunku są: uwertura francuska, air de cour, tańce, rozbudowane chóry, chaconne, concertino francuskie. Najbardziej znanym i sugestywnym przykładem wykorzystania takich form gry scenicznej są komedio-balety Molière’a z muzyką Lully’ego i Charpentiera.  
Elementami tego gatunku są: uwertura francuska, air de cour, chaconne, concertino francuskie.